# Skårby socken
Skårby socken i Skåne ingick i Ljunits härad, ingår sedan 1971 i Ystads kommun och motsvarar från 2016 Skårby distrikt.
Socknens areal är 20,14 kvadratkilometer varav 19,98 land. År 2000 fanns här 527 invånare. Orterna Rögla och Hunnestad samt kyrkbyn Skårby med sockenkyrkan Skårby kyrka ligger i socknen. 

## Administrativ historik
Socknen har medeltida ursprung.
Vid kommunreformen 1862 övergick socknens ansvar för de kyrkliga frågorna till Skårby församling och för de borgerliga frågorna bildades Skårby landskommun. Landskommunen uppgick 1952 i Ljunits landskommun som uppgick 1971 i Ystads kommun. Församlingen uppgick 2002 i Ljunits församling.
1 januari 2016 inrättades distriktet Skårby, med samma omfattning som församlingen hade 1999/2000.  
Socknen har tillhört län, fögderier, tingslag och domsagor enligt vad som beskrivs i artikeln Ljunits härad. De indelta soldaterna tillhörde Södra skånska infanteriregementet, Herresta kompani.

## Geografi
Skårby socken ligger nordväst om Ystad med Romeleåsen i norr. Socknen är en kuperad odlingsbygd på Söderslätt med höjder i norr på Romeleåsen som når 133 meter över havet.

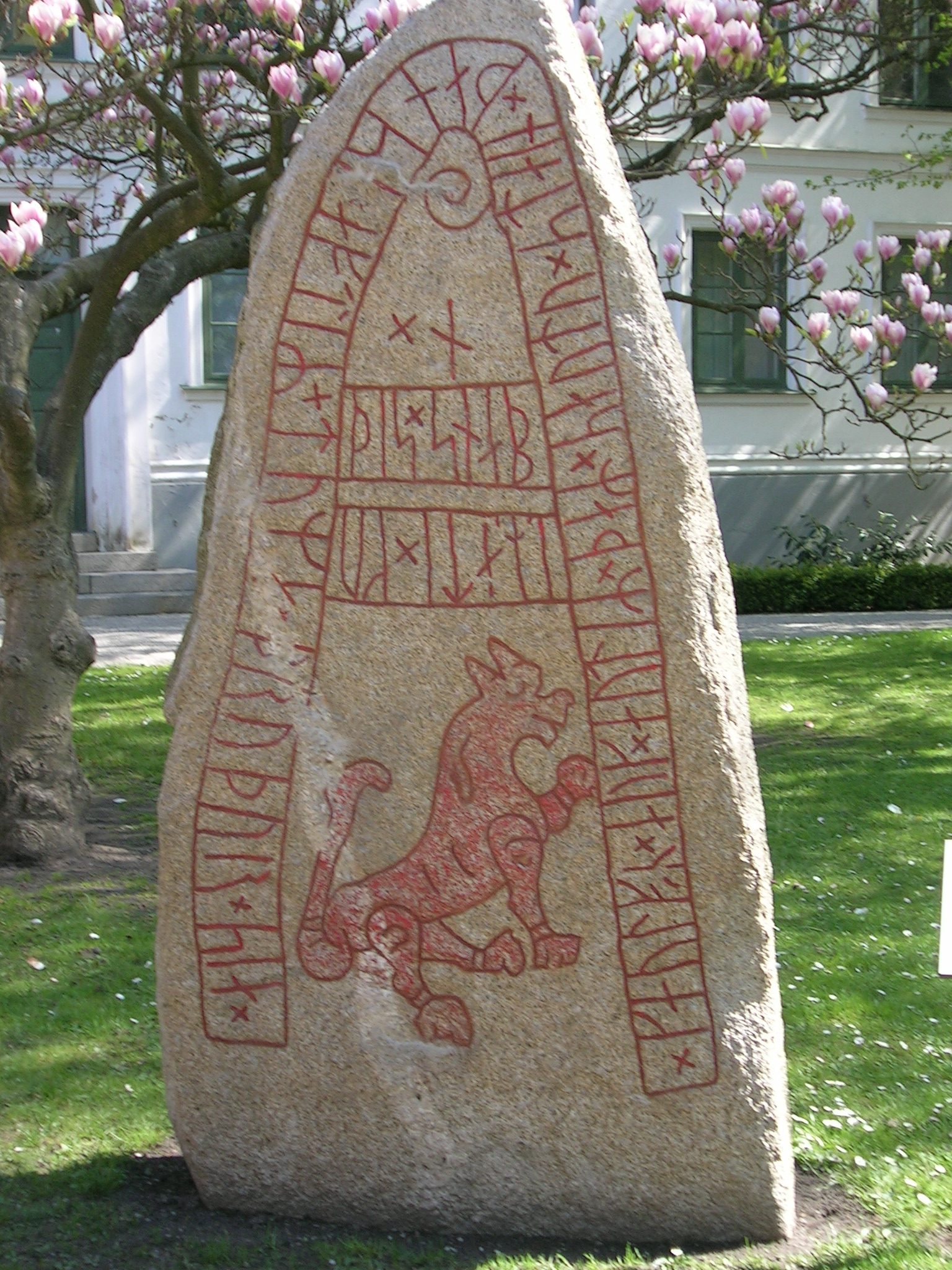
Skårbystenen 1 nu i Lund

## Fornlämningar
Från stenåldern är cirka 15 boplatser och lösfynd funna. Från bronsåldern finns en gravhög. Skårbystenen 2 finns vid kyrkan medan  Skårbystenen 1 nu finns utanför Kulturen i Lund, liksom delar av den vikingatida Hunnestadsmonumentet. 

## Namnet
Namnet skrevs på 1160-talet Scarby och kommer från kyrkbyn. Efterleden är by, 'gård; by'. Förleden innehåller skarth/skor, 'skåra' syftande på byn läge vid en ravin.